# Adromischus phillipsiae
Adromischus phillipsiae és una espècie de planta suculenta del gènere Adromischus, que pertany a la família Crassulaceae.

## Taxonomia
Adromischus phillipsiae (Marloth) Poelln. va ser descrita per Karl von Poellnitz i publicada a Repert. Spec. Nov. Regni Veg. 48: 88 (1940).